# 斯克維拉河
斯克維拉河（烏克蘭語：Сквила），是烏克蘭的河流，位於該國西部赫梅利尼茨基州，屬於斯莫特里奇河的右支流，發源自涅米林齊東北面，河道全長25公里，流域面積162平方公里。